# Чилва
Чи́лва (Шируа, Ширва; устар. Шильва) — мелководное бессточное солоноватое озеро на юго-востоке Малави у границы с Мозамбиком.
Болотистые заросли озера отличаются обилием разнообразных крупных животных, среди которых — большая популяция бегемотов.
Возле озера титан-циркониевые россыпи, месторождения: каменных углей, фосфора и ниобия.
Является вторым по величине озером в Малави. Примерно в 60 км в длину и 40 км в ширину, озеро окружено обширными водно-болотными угодьями. Площадь всей акватории составляет около 2250 квадратных километров, но очень сильно зависит от притока в озеро воды в конкретный год. На озере развито рыболовство.
18 апреля 1859 года берега озера посетил Д. Ливингстон.